# Премия имени Артура Коупа
Премия имени Артура Коупа (англ. Arthur C. Cope Award) — премия, присуждаемая Американским химическим обществом, за выдающиеся достижения в области органической химии. Названа в честь известного химика-органика Артура Коупа и спонсируется «Фондом Артура Коупа» (англ. Arthur C. Cope Fund). Вручается с 1973 года. Считается одной из престижных наград в этой области.
Значение достижения, за которое выдаётся премия должно стать очевидным в течение пяти лет перед награждением. Лауреату премии вручается медальон, сертификат и денежная сумма — 25 000 долларов. Кроме того, университет или некоммерческая организация, выбранная лауреатом, получает грант в 150 000 долларов на проведение научных исследований по органической химии под руководством лауреата.
Также существует Arthur C. Cope Scholar Award — премия, которая с 1986 года ежегодно присуждается до десяти учёным, с целью признания и поощрения передовых работ по органической химии. Премия включает сертификат и вознаграждение 5 000 долларов, также выбранная лауреатом организация получает грант суммой 40 000 долларов на любые научные исследования.

## Лауреаты
- 1973:  Роалд Хоффман и  Роберт Вудвард
- 1974:  Дональд Крам
- 1976:  Элайас Кори
- 1978: Орвилл Чапман[нем.]
- 1980: Гилберт Сторк
- 1982: Фрэнк Вестхаймер
- 1984: Альберт Эшенмозер
- 1986: Дуилио Аригони[англ.]
- 1987: Рональд Бреслоу
- 1988: Кеннет Вайберг[нем.]
- 1989: Уильям Джонсон[англ.]
- 1990: Коидзи Наканиси[англ.]
- 1991: Герхард Клосс[англ.]
- 1992:  Барри Шарплесс
- 1993: Питер Дерван
- 1994: Джон Робертс[англ.]
- 1995: Джордж Уайтсайдс
- 1996: Роберт Бергман
- 1997:  Рёдзи Ноёри
- 1998: Сэмюэл Данишефски
- 1999: Ральф Хиршманн
- 2000: Дэвид Эванс
- 2001:  Джордж Ола
- 2002:  Роберт Граббс
- 2003: Ларри Оверман[англ.]
- 2004: Барри Трост[англ.]
- 2005: Кирьякос Николау
- 2006: Питер Шульц
- 2007: Жан Фреше
- 2008:  Джеймс Стоддарт
- 2009: Манфред Ритц[нем.]
- 2010: Кендалл Хоук[англ.]
- 2011: Николас Турро[англ.]
- 2012: Чи-Хуэй Вон[англ.]
- 2013: Стивен Бухвальд
- 2014: Стюарт Шрайбер
- 2015: Пол Вендер[нем.]
- 2016: Эрик Якобсен
- 2017: Каролин Бертоцци[3]
- 2018: Стивен Лей[4]
- 2019: Дитер Зеебах[англ.][5]
- 2020: Dennis A. Dougherty[англ.][6]
- 2021: Джон Хартвиг
- 2022: Véronique Gouverneur[англ.]